# Ernst Schwarz
Ernst Schwarz (Francoforte sul Meno, 1º dicembre 1889 – Bethesda, 23 settembre 1962) è stato un biologo e zoologo tedesco, specializzato nello studio degli Hominidae.

## Biografia
Ha studiato alla facoltà di Biologia, specializzandosi in zoologia a Monaco di Baviera e poi ha lavorato presso il Museo di Storia Naturale di Francoforte e il Museo Zoologico di Berlino.
Nel 1929 divenne professore di zoologia di Greifswald. Emigrò a Londra nel 1933 dove ha lavorato presso il Museo di Storia Naturale 1933-1937. Poi ha lasciato per andare negli Stati Uniti.
Ha descritto numerose specie e sottospecie di scimmie antropomorfe, ma la maggior parte dei nomi che ha a loro dato non vengono più utilizzati. Ha classificato in particolare il Bonobo (Pan paniscus) come una sottospecie di scimpanzé. Successivamente la scimmia venne classificata come una specie separata da Harold Jefferson Coolidge nel 1933.
Ha inoltre osservato e studiato la tassonomia delle tigri, dando la Nomenclatura trinomiale (nome scientifico), all'ormai estinta tigre di Bali.